# Phrygionis isthmia
Phrygionis isthmia är en fjärilsart som beskrevs av Louis Beethoven Prout 1911. Phrygionis isthmia ingår i släktet Phrygionis och familjen mätare. Inga underarter finns listade i Catalogue of Life.